# Mbunza
Los mbunza son un subgrupo de los kavango, una tribu que habita en el noreste de Namibia principalmente.
El reino de los mbunza se estableció alrededor de 1750 cuando la reina Kapango, hermana de la reina kwangali Mate I, mudó a sus seguidores al área llamada mbunza en la zona occidental de Kavango.
Aun cuando los jefes tienden a ser tradicionalmente hombres, el sistema social es matriarcal. La constitución de Namibia legitima y permite a los kavango el uso de sus leyes tradicionales.
- Datos: Q6007936